# Ilha do Jorge Grego
Ilha do Jorge Grego é uma ilha na baía da Ilha Grande, local de pesca, caça submarina e mergulho livre praticada apenas por mergulhadores licenciados, pois está a 3,7 quilômetros da Ilha Grande, quando a lei de proteção à fauna da ilha só protege o que está a menos de um quilômetro de distância da costa, dessa forma não causando nenhum tipo de impacto negativo ao meio ambiente. 

## Lenda
Conta-se que há muito tempo um corsário grego que navegava nas proximidades da ilha, naufragou e toda população morreu com exceção do capitão, Iórgos (Γιώργος ou Jorge), sua filha e seu marinheiro de maior confiança. Viveram isolados na ilha por muito tempo, até que um dia o marinheiro e sua filha tiveram um envolvimento sentimental. Jorge foi tomado pela fúria, matou os dois e em seguida, atirou-se do penhasco ao mar, desaparecendo e dando origem a essa lenda, que originou o nome da ilha.